# ستيفانو سيدورف
ستيفانو سيدورف (بالهولندية: Stefano Seedorf)‏ (28 أبريل 1982 بزانستاد في هولندا - ) هو لاعب كرة قدم هولندي في مركز الوسط. لعب مع أبولون ليماسول وأياكس أمستردام ودين بوستش ونادي غرونينغن ونادي مونزا وناك بريدا وVeria F.C. ‏ وAlecrim Futebol Clube ‏.

## وصلات خارجية
- ستيفانو سيدورف على موقع قاعدة بيانات كرة القدم.إي يو (الإنجليزية)
- ستيفانو سيدورف على موقع عالم كرة القدم.نت (الإنجليزية)